# Gare de Bayon
Gare de Bayon vasútállomás Franciaországban, Virecourt településen.

## Vasútvonalak
Az állomást az alábbi vasútvonalak érintik:
- Blainville-Damelevières–Lure-vasútvonal

## Kapcsolódó állomások
A vasútállomáshoz az alábbi állomások vannak a legközelebb:
- Gare de Blainville - Damelevières
- Gare de Charmes
- Gare d’Einvaux